# Знайшли!
«Знайшли!» (англ. Found!) — науково-фантастичне оповідання американського письменника Айзека Азімова, опубліковане в жовтні 1978 року в журналі Omni. Оповідання ввійшло до збірки «Вітри перемін та інші історії» (1983).

## Сюжет
Двоє аварійних техніків були відправлені на «Комп'ютер 2», один з чотирьох суперкомп'ютерів на орбіті Землі, які управляли всіма космічними польотами. Він був пошкоджений мікрометеоритом. При огляді зовнішньої поверхні, техніки виявили один ідеально правильний циліндр з кремнієвою начинкою в оболонці з фольги, що застряг в обшивці. Спочатку техніки вважали причиною поламки диверсію, але потім помітили всередині комп'ютера багато таких циліндрів, що присмоктувались до металічних поверхонь і проїдали собі шлях всередину конструкцій. Харчуючись матеріалом конструкцій, циліндри розмножувались брунькуванням.
Циліндри були неорганічною формою життя подібною до вірусів, що паразитували в космосі на крупних конструкціях з металу та кремнію. Це підтверджувало те, що у Всесвіті вже давно існують розвинуті цивілізації, які опанували космічні польоти, що дало змогу розвинутись цій паразитній кремній-металічній формі життя.
Техніки експериментально виявили, що ці віруси, внаслідок своєї спрощеної структури, не витримують вібрації, і їм вдалося вичистити від них «Комп'ютер 2». Вони попередили Землю про нову загрозу. Але тільки після проведених заходів наприкінець зрозуміли, що вони стали мішенню для всіх ще невідомих їм рас цієї кремній-металічної форми життя.